# Retikuläre Faser
Retikuläre Fasern oder Retikulinfasern (von lat. rete, das Netz) bestehen aus dünnen Bündeln von Kollagenfibrillen (Kollagen Typ III) und haben einen Durchmesser von 0,2 bis 1 µm. Sie sind lichtmikroskopisch sichtbar, jedoch nur durch spezielle Färbungen, wie z. B. Silberfärbung oder PAS-Reaktion, von anderen Kollagenfasern zu unterscheiden. Wegen ihrer Affinität zu Silbersalzen färben sie sich in der Silberfärbung schwarz und werden argyrophile Fasern oder „Silberfasern“ genannt. 
Die retikulären Fasern kommen vor allem im retikulären Bindegewebe vor. Sie sind auch Bestandteil der Basalmembran und bilden eine Stützmembran um Epithelverbände (z. B. Drüsenendstücke, Nierenkanälchen) Kapillaren, Fettzellen, Muskelfasern, periphere Nervenfasern.